# Friedrich Wilken
Friedrich Wilken (Ratzeburg, 23 maggio 1777 – Berlino, 24 dicembre 1840) è stato uno storico e bibliotecario tedesco.

## Biografia
Studiò a Gottinga teologia in seguito, filologia e storia classica e orientale. Nel 1798 ricevette un premio per il saggio, De Bellorum Cruciatorum ex Abulfeda Historia; nel 1805 fu nominato professore di storia a Heidelberg e nel 1807 direttore della biblioteca universitaria. Nel 1817 Berlino fu primo bibliotecario e professore nell'università di Berlino, e nel 1819 fu nominato membro dell'Accademia delle scienze. Nel 1826 intraprese un viaggio letterario in Italia; nel 1829 andò a nome del governo in Francia e in Inghilterra, e nel 1838 a Wiesbaden e Monaco.